# Schoolboy Q
Quincy Matthew Hanley (Wiesbaden, Alemania; 26 de octubre de 1986) más conocido por su nombre artístico Schoolboy Q (a menudo estilizado ScHoolboy Q), es un rapero estadounidense de South Central en Los Ángeles, California. En 2009, Hanley firmó con el sello discográfico independiente con sede en Carson Top Dawg Entertainment (TDE) ya finales de 2011, consiguió un contrato de grabación con la etiqueta importante Interscope Records. Hanley es también miembro del colectivo de hip hop Black Hippy, junto a sus compañeros de la disquera y raperos con sede en California Ab-Soul, Jay Rock y Kendrick Lamar.
En 2008, Hanley lanzó su primer proyecto de larga duración, un mixtape titulado ScHoolboy Turned Hustla... Luego lanzó un segundo mixtape en 2009, titulado Gangsta & Soul. Luego siguió con su primer álbum independiente, Setbacks, lanzado en enero de 2011. El proyecto, lanzado bajo Top Dawg Entertainment a los medios en línea solamente, alcanzó el número 100 en el ranking estadounidense Billboard 200. A poco más de un año después, su segundo álbum Habits & Contradictions, fue también lanzado exclusivamente a los minoristas digitales. El álbum recibió críticas generalmente favorables y debutó en el número 111 en los US Billboard 200.
Después de firmar con Interscope, Hanley posteriormente comenzó la grabación de su álbum debut en un sello importante, titulado Oxymoron. El álbum fue lanzado el 25 de febrero de 2014 y debutó en el número uno en los US Billboard 200. El álbum fue apoyado por los sencillos "Yay Yay", "Collard Greens", "Man of the Year", "Break the Bank" "Studio" y "Hell of a Night", con "Collard Greens", "Man of the Year" y "Studio" todos entrando en el 100 EE.UU Billboard Hot.

## Primeros años
Quincy Hanley nació el 26 de octubre de 1986, en una base militar en Wiesbaden, Alemania. Mientras que sus padres estaban allí, se separaron antes de que el naciera, por lo tanto, su madre eligió un apellido para él al azar, por lo que nadie más en su familia comparte su apellido. Su padre permaneció en el ejército, sin embargo su madre no lo hizo, y se mudó con Hanley a Texas por una par de años, antes de establecerse en California.  Se crio en Los Ángeles, California, en la 51st Street, vecino de la calle Figueroa y Hoover. Afirma haber jugado fútbol americano desde la edad de seis años, hasta que tuvo 21. Hanley jugó de Receiver, Cornerback, y tailback, posteriormente en la universidad jugó de Receiver y Returner.
Después de graduarse en Crenshaw High School, Hanley pasó a asistir a Glendale Community College, Los Angeles City College, Southwest College y West Los Angeles College, el último de los cuales es donde jugó fútbol para los Petroleros de West Los Angeles: "Fui a la universidad West Los Ángeles, fui a la universidad Southwest, LACC, y Glendale. Yo realmente no entiendo la escuela así. Me gustaba ir a entrenar y volver a casa. Yo no prestaba atención en clase. Yo estaba allí asegurándome de que hacía bastante trabajo para que yo pudiera ser elegible. Yo no trataba realmente de aprobar las clases. Yo sólo trataba de ser elegible para jugar al fútbol. " En cuanto a cómo se le ocurrió su nombre artístico: "Cuando yo estaba en la escuela, todos los colegas me llamaban Schoolboy. Llevaba gafas y tenía un 3.3 en la escuela secundaria, antes de fastidiar mi último año yendo con pandillas. Mi nombre es Quincy.. , así que me quedé con Schoolboy Q ". 
Creciendo en Hoover Street, Hanley se unió a una banda callejera llamada los 52 Hoover Gangster Crips: "Estaba en pandillas a los 12. Yo era un Hoover Crip, mis colegas estaban haciéndolo y yo quería hacerlo, no puedo realmente explicar eso. Sólo estaba siguiendo a la masa". Antes de pasar a la música, Hanley se convirtió en un traficante de drogas vendiendo Oxycontin, y durante un breve periodo de tiempo crack y marihuana: ". Yo vendía Oxycontin, vendí crack un poco, pero no ganaba mucho dinero vendiendo crack o marihuana ni nada de eso. Gané un montón de dinero vendiendo Oxycontin. Yo solía ir fuera de la ciudad y conseguirlo. Simplemente te sientas, tu colega habla acerca de esta persona, y esa persona correr la voz. Y luego vienen a ti. No tienes que conseguir mucha fama. Así que yo estaba vendiendo todo tipo de mierda. " En 2007, fue arrestado por un crimen que no ha revelado y dice que fue enviado a la cárcel por seis meses, la mitad la terminó en arresto domiciliario:.. "Cuando tenía 21 años me arrestaron y me metieron en la cárcel, me dieron un cargo de delito grave, no voy revelar cuál era mi cargo, pero no fue una cosa sexual". En reddit reveló que se trató de algo relacionado con un allanamiento de morada.

## Carrera musical

### 2006–09 Comienzos
Schoolboy Q ha dicho que escribió su primer verso cuando tenía 16 años, pero no se tomaba en serio el tema de la música hasta que tuvo 21. La música se convirtió en su forma de expresarse a sí mismo: "Yo escribí mi primer verso cuando tenía 16 años, pero yo no rapeaba en serio, pues todo el mundo escribió un verso antes. Yo escribía, pero yo no estaba realmente enfocado en ello. A los 21 años, empecé a ponerme realmente con ello y gané una pasión por ello. Tienes que desatar tu rabia, así que tienes que entrar en la cabina y dejarla escapar. Estaba trabajando en mi oficio, estudiar música, y me convertí en Q. Me dediqué a todo, la escuela y las calles, estaba perdido;.. Yo no sabía lo que yo quería hacer. Yo sólo estaba tratando de hacer algo. Entonces encontré la música y fue un poco más después de eso. Hice mi primer dinero en la música, después me quise acostumbrar a hacerlo, y seguí rapeando. Luego se convirtió en algo que tenía que hacer ". En 2006, comenzó a trabajar con Top Dawg Entertainment, un sello discográfico independiente con sede en Carson, grabando en su estudio House of Pain y colaborando con sus artistas. Su primera vez en el estudio trabajó con sus futuros compañeros de Black Hippy Jay Rock y Ab-Soul:. "Entré y el beat esta sonado, Ali les dijo que rapeaba, Punch me dijo que me cantase sobre el beat. Era una canción que Jay Rock y Ab-Soul escribían , por lo que luego me uní. A Punck le gustó y él me dijo que volviese. Yo seguí yendo, mejorando cada vez más, y con el tiempo me firmaron para Top Dawg Entertainment. " El 29 de julio de 2008, Hanley lanzó su primer mixtape titulado Schoolboy Turned Hustla, con GED Inc., el mismo sello que ayudó a lanzar la carrera de rapero de la costa oeste Tyga, con quien Schoolboy Q trabajó con el inicio de sus respectivas carreras. Después del lanzamiento de Schoolboy Turned Hustla, firmó un acuerdo con Top Dawg Entertainment en 2009, donde más tarde se formó Black hippy, con otros compañeros del sello y colaboradores frecuentes, Kendrick Lamar, Jay Rock y Ab-Soul.
En 2009, Hanley estaba involucrado en un efímero pique con el rapero de la Costa Oeste 40 Glocc. Schoolboy Q lanzado diss track titulado "Ezell (40 Glocc Killa)", donde cuestiona el padillerismo de 40 Glocc. Hanley más tarde declaró en una entrevista en video la causa del pique: "Él hizo algunas declaraciones falsas sobre mi colega, Tyga, ese es mi hermano. El hizo un montón de cosas falsas con Wayne, un montón de mentiras, rumores y. mierda infantil que realmente no me gustaba, y realmente sentí una falta de respeto por este payaso diciendo toda esta mierda, así que tuve que decirlo ". Él continuó diciendo "Se acabó , yo hice lo que hice, dije lo que dije y no lo voy a faltar el respeto más, porque es obvio que no está en mi nivel ... así que ¿por categorizar a mí mismo con un perdedor? ". Hanley lanzó Gangster and Soul, su segundo mixtape el 14 de mayo de 2009, que incluía la canción diss mencionada. El mixtape fue su primer proyecto oficial con Top Dawg, que presentó el mixtape junto GED Inc.

### 2010–11 Setback Album
Aunque Hanley no dio a conocer un proyecto de 2010 tenía él de gira y en el estudio trabajando con el resto de Negro hippy y sobre sus nuevas obras, entonces contratiempos del proyecto. El 11 de enero de 2011, TDE lanzó reveses, su primer álbum independiente, exclusivamente a través de iTunes, con gran éxito de crítica. El álbum alcanzó el número 100 en la lista de Billboard 200, vendiendo cerca de 1.000 copias digitales en su primera semana abreviada. Dos semanas después del lanzamiento del álbum, Hanley tomó a Twitter y le dio al álbum de forma gratuita. En el momento en primera reveses álbum de Schoolboy Q fue lanzado a principios de 2011, que dejaras gangbanging por completo.
Los reveses propulsados Hanley en el centro de atención y le permitieron ganar un gran internet siguiente:. "El concepto detrás de reveses era [hablar de] toda la mierda que es la razón por la que no puedo rap La razón por la que no puedo lograr lo que quiero lograr es porque estoy haciendo toda esta mierda tonto. Lo puse todos juntos en el álbum. Al igual que, "Druggys Wit Hoes", estoy aquí drogar y yo ni siquiera estoy tratando de joder con azadas. "Kamikaze ", ni siquiera estoy tratando de rap-seguir adelante rompió. mierda diferente así, yo resumir, todo en un solo álbum. Mi vida no todo un 180 después de que cayó. Una gran cantidad de personas que aún no sabía el nombre sin embargo, pero mucha gente lo hizo. Fue extraño. Simplemente me llevó al lugar correcto. Me hizo un puto dinero con el proyecto, que me ayudó a ver que tenía que hacer mierda más positiva en la vida, y eso me hizo en la persona que soy ahora. Todo lo que hago ahora es simplemente relajarse. Prefiero simplemente relajarse, trabajar en mi música, estar con mi hijo de dos años de edad, hija, y fumar hierba y la mierda. ".
Hanley encabezó su primera exposición el 11 de marzo de 2011, en el Key Club en West Hollywood, California. En marzo de 2011, Hanley fue arrestado en el South by Southwest Festival de Música 2011 y explicó que fue encarcelado en última instancia, a causa de la tenencia de marihuana : ".. Me enviaron a la cárcel por algo de hierba Eso fue todo mal Y yo fui el que rompió la pelea", dijo Schoolboy Q. "Y entonces mi manager, Dave pensó que era Tupac Shakur, 'No toque mi música! No toque mi música! No toque mi música! ' Estoy bien. Yo soy su artista. Soy como sea. Estoy recta y luego siguió volviendo loco. Mi culo fue a la pluma ... Sí, se escapó y entonces todo el mundo salió como Tupac en MGM . La policía era como 'Vaya, ahí van ". Por supuesto que soy el único con toda la mala hierba.

### 2011–12: Habits & Contradictions Album
El 22 de septiembre de 2011, a través de su cuenta de Twitter, Hanley anunció el título de su segundo álbum independiente para ser Hábitos y contradicciones. Él describió el álbum como una "precuela de contratiempos". El 26 de septiembre, se lanzó la primera oferta fuera de Hábitos y contradicciones, una canción titulada "Druggys Wit Hoes Again" con Ab-Soul. El 19 de octubre de 2011, se filtró "hay que ir", seguido de "Oxy Music" el 28 de octubre El 31 de octubre, que se presentó en ASAP mixtape aclamado por la crítica de Rocky vivo. Amor. Lo antes posible, en una canción titulada "Brand New individuo", que fue bien recibido por el público. Para mantener la promoción de hábitos y contradicciones que libera "Joint Mi Hatin '" el 15 de noviembre de 2011. El 29 de noviembre de 2011, un video musical de "Para tha Bata (F'd arriba)", una canción tomada de reveses, se filtró, más tarde ese mismo día Hanley lanzado oficialmente un vídeo musical para una nueva pista titulada "sacrílego" de Hábitos y contradicciones. El 2 de enero de 2012, Hanley liberados "Bendito", su última colaboración con su compañero Negro Hippy, Kendrick Lamar y anunciaron la fecha del lanzamiento del álbum para ser 14 de enero de 2012. El 6 de enero de 2012, a través de Twitter, Hanley anunció apariciones como invitado en el álbum incluiría ASAP Rocky, Currensy y Dom Kennedy. El 6 de enero, Hanley también publicó un anuncio de servicio público para los hábitos y contradicciones , filmado y editado por Dwayne LaFleur. Hanley se sentaron con freeOnSmash, para una entrevista y habló sobre algunos de los temas de sus hábitos y contradicciones, la entrevista fue lanzado el 9 de enero de 2012. OnSmash afirma "El proyecto 17 pistas , que saldrá 14 de enero es una mirada a la vida de Q, con cuentos de la venta de la píldora, la lucha de la vida, la fiesta, hipócritas religiosos, su bloque y todo lo demás. " El álbum fue lanzado exclusivamente a través de iTunes, con sólo unos pocos copias vendidas y firmados por Colegial Q en LA En horas tempranas del lanzamiento, el álbum se trasladó hasta el iTunes Top 10 Albums y se quedó durante los pocos días después de la liberación. El álbum debutó en el # 111 en la lista de Billboard 200, con ventas de primera semana de 3900 copias digitales en los Estados Unidos. Con sólo dos días en el menor la liberación Top Dawg Entertainment escaneó cerca de 4.000 unidades para solucionar el Top 100 , sin ningún tipo de marketing o publicidad. El álbum también debutó en los álbumes Top R & B / Hip-Hop en el número veinticinco, Top Rap Album en el número dieciséis, Álbumes Top independientes del número diecisiete y en el número tres en el Top Heatseekers album chart respectivamente. Videoclips para "Manos en la rueda" con ASAP Rocky, "Pesadilla en San Figg" y "azadas ingenio Druggys Again" con Ab-Soul, seguido del lanzamiento del álbum.
En marzo de 2012, MTV anunció que Top Dawg Entertainment cerró un acuerdo de joint venture con Interscope Records y Aftermath Entertainment, marcando el final de la carrera de Hanley como artista independiente. Bajo el nuevo acuerdo, cohorte Negro Hippy, álbum debut de Kendrick Lamar, buen chico, ciudad Maad se dará a conocer en forma conjunta a través de Top Dawg / Interscope / Aftermath, mientras que las liberaciones derivadas del resto de Negro Hippy se distribuirán a través de Top Dawg / Interscope. El 24 de marzo, Colegial Q anunció #TheGroovyTour; una gira de un mes con Ab-Soul le acompaña durante todo el camino. La gira comenzó el 20 de abril en el Auditorio Cívico Bill Graham en San Francisco, California. El 3 de abril de 2012, Interscope Records lanzó "manos en el volante" como single promocional a través de iTunes y comenzó a promover la canción en Urbana y formatos de radio Rítmica en América del Norte.

### 2012–presente: Oxymoron Album
En junio de 2012, Hanley reveló que había comenzado a trabajar en su debut de la etiqueta, y anunció que será el segundo miembro del Black Hippy para liberar su debut comercial con Interscope, siguiendo a Kendrick Lamar. A partir de septiembre a noviembre, apareció junto a Hanley Danny Brown y ASAP Mob apoyar actos para ASAP Rocky en 40 fechas nacionales. También Hanley hace giras con raperos Wiz Khalifa, Mac Miller y Kendrick Lamar en el bajo la influencia Tour.  En una entrevista de noviembre de 2012, Hanley expresaron "Kendrick [Lamar] me dejó otra opción que caer en un clásico", en referencia al álbum debut de Lamar "Good Kid, Maad City" y su impacto en su respectivo debut etiqueta.
El 12 de diciembre, después de múltiples pistas y hashtags con la palabra "Oxímoron", a través de su Twitter Hanley tuiteó: "OXYMORON '13", lo que confirma su gran título de debut etiqueta oxímoron se incluyó en muchas "La mayoría de los álbumes esperados del 2013". listas, incluyendo cuarto por el NY Pulse ',  XVI por la revista Complex  y el XVII por la revista XXL. Schoolboy Q ha anunciado colaboraciones en el álbum para incluir Negro Hippy, ASAP Rocky, Danny Brown, Acción Bronson, Pharrell y El Alquimista. En marzo de 2013 Schoolboy Q declaró que el álbum era cuatro canciones lejos de ser completado. El 26 de marzo de 2013 se anunció que Q sería una parte de la XXL Revista 2013 Freshman Class, junto con la cohorte Negro Hippy Ab-Soul. En junio de 2013, Schoolboy Q apareció en un comercial de MySpace como parte de su relanzamiento, junto a compañeros raperos estadounidenses Mac Miller, Pharrell y Probabilidad El rapero, entre otros. 
En junio de 2013, Schoolboy Q realiza en el festival Music Experience 2013 BET, con Kendrick Lamar, Snoop Dogg y Miguel, inmediatamente anterior a la Premios BET muestran. El 11 de junio de 2013 Schoolboy Q liberados "Collard Verdes", el primer sencillo de su álbum debut Oxymoron. En julio de 2013, para su edición 53ª, Mass Appeal pidió a fotógrafo / director 13thWitness, para disparar Schoolboy Q, junto a su amigo y compañero rapero Mac Miller, por su artículo de portada. En la historia, los dos hablan de cómo se conocieron, su relación de comedia y sus respectivos futuros. El 7 de agosto de 2013, Hanley apareció en BET 106 & Park, que se estrena el video musical de "Collard Verdes. El 27 de agosto de 2013 Hanley apareció en The Tonight Show con Jay Leno, junto Macklemore y Ryan Lewis, para llevar a cabo "Paredes blancas", el sexto single del álbum debut de platino del dúo The Heist, que fue lanzado en octubre de 2012.
En octubre de 2013, en el BET Hip Hop Awards, Schoolboy Q interpretó "Collard Verdes", primer sencillo de su álbum debut.  Schoolboy Q también apareció junto a su Top Dawg etiqueta compañeros Kendrick Lamar, Jay Rock, Ab-Soul e Isaías Rashad, en un cero a la izquierda presentado por BET. El 5 de noviembre de 2013, se reveló Schoolboy Q aparecería en la banda sonora de la 2013 del videojuego NBA Live 14. Un fragmento de la canción, que se titula " Hombre del Año ", apareció por primera vez con el lanzamiento del video musical de Kendrick Lamar del sencillo" Perra no matan Mi Vibe ".  El 23 de noviembre de 2013, la canción fue lanzada como single a través de la tienda iTunes Store. Con el lanzamiento de los 2.014 nominaciones al Grammy, Q fue nominado a Álbum del Año por su participación en Macklemore y el álbum Ryan Lewis, The Heist.
El 24 de enero de 2014, Schoolboy Q hizo su debut en la televisión de la red, la realización de "Hombre del Año" en Late Night de la NBC con Jimmy Fallon. En enero de 2014, Schoolboy Q anunció una gira de tres meses en apoyo de su Mayor- debut en la etiqueta, a punto de empezar 1 de marzo, en Providence, Rhode Island. La gira de ejecución llegó a su fin el 1 de junio, en Mánchester, Inglaterra. Top Dawg etiqueta compañero de Schoolboy Q Isaías Rashad y rapero estadounidense compatriota Vince Staples, hicieron apariciones para apoyar Q en fechas nacionales. Rashad, también apoyado Q en fechas de sus conciertos europeos. 
Tras su lanzamiento, Oxymoron debutó en el número uno en la lista Billboard 200, con ventas de primera semana de 139,000 copias en los Estados Unidos. En su segunda semana el álbum cayó al número ocho en esa carta, vendiendo 30.000 copias más de acuerdo Nielsen Soundscan.  En su tercera semana, el álbum vendió 16.000 copias más. En su cuarta semana, el álbum vendió 12.000 copias más con lo que su total de ventas de álbumes en 198.000. Al 27 de abril de 2014, el álbum ha vendido 236.000 copias en los Estados Unidos. 
En abril de 2014, antes de sus dos conciertos a sala llena en Las Vegas, Schoolboy Q fue el invitado musical en Jimmy Kimmel Live !. Durante su tiempo en el escenario, Schoolboy Q fue acompañado por BJ Chicago Kid, una versión especial del Oxymoron 's cuarto single "Studio", y más tarde regresó para realizar el disco de corte "lo que quieren."  También en abril, Schoolboy Q debutó portada de la revista en solitario con la edición de abril / mayo de la clásica revista de hip-hop The Source, que salió a la venta el 10 de abril de 2014.

### Estilo Musical

#### Influencias
Schoolboy Q cita raperos de la costa este americana como Nas, Jay-Z, The Notorious BIG, Mobb Deep, Beanie Sigel, 50 Cent, y Wu Tang Clan, junto con los raperos de la Costa Oeste Kurupt y 2Pac, como artistas que influyeron en él: "Pero Biggie, Nas y 50 Cent [son mis mayores influencias] ". Él afirma que el rapero de Queens, Nas, es su rapero favorito. En varias entrevistas, Schoolboy Q ha declarado 50 Cent es la mayor razón por la que comenzó a rapear y a tomar su carrera musical en serio, incluso yendo tan lejos como para decir 50 Cent probablemente le salvó la vida:
"Tenemos la misma mierda pasando. Todo lo que hablar es la misma mierda que hice. Me relaciono con [él] ... Puedo escuchar 50 Cent y decir que realmente quiere decir lo que dice. Él es uno de esos negros que salió con confianza. Cincuenta no se tiene los mejores bares, que no se tiene bares de Jay-Z, pero su confianza en un disco ... no puedes negarlo. He visto donde estaba haciendo una entrevista sobre Ja Rule durante la mierda carne de res, que decía que "cualquier negro que acaba de salir de la cárcel que no saben qué hacer con él debe entrar en el juego del rap. ' Recientemente, cuando acabó de salir de la cárcel yo no sabía qué hacer, no iba a tratar de terminar jugando al fútbol. Fue entonces cuando me estaba follando por ahí con rap, yo no estaba realmente rapeando pero cuando me enteré de que yo era como la mierda ... Realmente fui duro en ello. Cincuenta probablemente salvó mi vida en algo de mierda real.
También ha declarado que la persona que se ve hasta el más es hip magnate hop Sean "Diddy" Combs, de quien adoptó el apodo de "Puffy". Él dijo que él siempre ha admirado la destreza de Diddy como hombre de negocios y la longevidad en el industria del hip hop: "Me gusta llevar a mi mismo como Puff Daddy, y Puff Daddy es uno de mis ídolos Que nigga hizo todo lo que hizo y él todavía está poniendo y él todavía se ve como si estuviera 32. ¿Sabes lo que estoy diciendo? Este negro está todavía conseguirlo. No ha escuchado demasiadas grandes artistas desde [él] acaba de romper y simplemente matar de esa manera en su sello. Por no le quita a nadie, pero nunca visto nadie como muy, muy vienes matar que de su etiqueta y que todavía [en] su mejor forma ".

#### Técnica De Rap
En una entrevista con la revista Complex, afirmó que obtuvo su "estilo de rima" de Brooklyn rapero Jay-Z: ". Yo tengo [mi estilo de rima] de Jay-Z, aunque Si realmente escuchas a Jay-Z, tiene una nuevo sonido cada vez que rapea. Nunca es lo mismo. Él podría utilizar un poco de botín, pero siempre como un flujo diferente. Así que eso es todo lo que trato de hacer. " Él dice que él decide no siempre lo hacen al estilo tradicional de rap, al no tener restricciones cuando rapea: "Pero al mismo tiempo, es sólo un sentimiento que no puedo explicar Tienes que ser más prudente permanecer en la pista, pero no hay ninguna regla Al iniciar rapear con las normas.. , es cuando empiezas a sonar aburrido. Es posible que escuche me cojo con mi voz, es posible que escuche que haga una pausa de dos barras, es posible que escuche me hago un impares 33 bares en lugar de 30. Darle 14 bares en lugar de 16. " Schoolboy Q ha dicho: "lo que me pasa desde 50 [Cent] es una gran cantidad de agresión", en una entrevista de 2012, añadiendo "que, básicamente, dio a luz toda mi estilo" Schoolboy Q ha sido llamado muy versátil con. su rap, como lo demuestra en sus álbumes reveses y Hábitos y contradicciones. LA Weekly señaló en retrocesos: "Su estilo había comenzado a tomar forma, con su inclinación a estirar las vocales como plastilina o arrastrando una palabra y luego romperse de nuevo en el doble de tiempo.

#### Vida personal
Schoolboy Q tiene una hija, nacida en 2010, llamada Joy Hanley, quien ha mencionado en varias de sus canciones. Ella también ha aparecido en varios de sus videos musicales, sobre todo "Fenómeno", "Pesadilla en Figg Santa", "hay que ir" y "Break the Bank". La hija de Schoolboy Q también estuvo involucrado en su gran discográfica álbum debut oxímoron, donde ella apareció en la portada del álbum y tenía varias partes de habla en todo el álbum.
Schoolboy Q reveló por qué se capitaliza la letra H en todas sus palabras cuando tuiteó: "¿Por qué mi H siempre con mayúscula ???? HIIIPOWER X HIPPY X HOOVER X CIELO Y HELL AKA MI VIDA.